# 上海天馬サーキット
上海天馬サーキット（シャンハイてんまサーキット、英語: Shanghai Tianma Circuit、中国語: 上海天馬山賽車場）は、中華人民共和国・上海市松江区にあるサーキット。

## 概要
2004年オープン。サーキット全長は約2km強で、最大コース幅は14mというレイアウト。規模的には日本では筑波サーキットに似ている。
開設当初からF3や中国ツーリングカー選手権（CTCC）などのレースが開催されている。2011年9月には、当初広東国際サーキットで開催される予定だった世界ツーリングカー選手権（WTCC）の中国ラウンドを、急遽開催地を変更して本サーキットで開催することになり、同年11月にWTCC/CTCC併催の形でレースが行われた。